# بردیچیف
بردیچیف (به روسی: Бердичів) شهری در استان ژیتومیر در کشور اوکراین واقع شده‌است. جمعیت این شهر ۷۳,۹۹۹ نفر (۲۰۲۱ تخمینی) است.